# Peucedanum aequiradium
Peucedanum aequiradium är en flockblommig växtart som beskrevs av Josef Velenovský. Peucedanum aequiradium ingår i släktet siljor, och familjen flockblommiga växter. Inga underarter finns listade i Catalogue of Life.